# 자유주 (독일)
독일의 자유주(독일어: Freistaat 프라이슈타트[*])는 19세기 이후에 성립된 비군주제 자유 국가의 정치 체제, 즉 공화제를 의미하는 말이다. 바이마르 공화국에서는 대부분의 지역이 자유주라고 불렸다. 현대 독일에서도 바이에른주(1945년 이후), 작센주(1990년 이후) 및 튀링겐주(1993년 이후) 등이 정식 명칭을 자유주라 적는다.

## 역사
중세에 자유라는 명칭을 쓰던 지역명에는 자유제국도시와 한자 동맹 도시가 있었다. 여기서의 자유는 면제의 뜻으로 공납, 군역 면제 특권과 지역 독점권을 나타낸다. 즉 군주로부터의 자유를 말한다.
시간이 흐르자 Freistaat라는 말이 공화국, 공화제라는 뜻으로 쓰이게되었다. 이것은 로마 공화정의 라틴어 이름 libera res publica를 번역한 freier Staat에서 유래한다. 18세기에 라틴어 res publica, 프랑스어의 république에 해당하는 독일어로 도입된 것이다. 이것은 주권이 국민으로부터 발생하는 국가, 특히 군주제와는 대조적으로 국가원수가 직간접 막론하고 국민에 의해 선출된 정권을 가리킨다.
롤프 그뢰슈너(Rolf Gröschner) 등은 자유주와 공화제는 동의어라고 말했으며, 자유롭고 정당한 한법 아래에서 질서를 잡고 관료제를 정비하여 공통의 이익을 추구하는 정권이라 정의했다. 스위스의 옵발덴주는 Freistaat를 사용하여 "헌법의 주권과 스위스 연방주의의 틀에 포함되는 민주적인 자유주 ("demokratischer Freistaat und im Rahmen der Bundesverfassung souveräner Stand und Bundesglied der Schweizerischen Eidgenossenschaft ")"라고 헌법에서 정의하고있다.
제1차 세계 대전 말의 1918년 11월 7일부터 8일까지 독립사회민주당의 쿠르트 아이스너(Kurt Eisner)는 바이에른 왕국의 뮌헨에서 노동자평의회의 집회를 조직하고 왕정 폐지와 공화제를 선언하며 임시 총리로 임명되었다. 이듬해 11월 9일 베를린에서 독일 공화국 선언이 발효되어 독일 내 많은 국가들이 군주제를 폐지하고 공화제로 이행했다. 1919년 8월 11일 제정된 바이마르 헌법은 17조에서 "모든 영방 국가는 자유주 헌법을 정해야 한다."고 규정하였다. 프로이센 자유주를 비롯해 작센, 올덴부르크 등 대부분이 참여했다.
이외에 뷔르템베르크와 헤센은 인민주(Volksstaat)를 바덴은 공화국(Republik)을 칭했다. 튀링겐 지방은 작은 국가들로 나뉘어있다가 튀링겐(Land Thüringen)으로 연합했다. 그 외에 나치가 강제로 통합하여 만들어진 메클렌부르크(Land Mecklenburg) 지역이 있다.
라인가우(Rheingau) 지역은 다른 지역과 고립된 채로 인구 2만명 미만의 반독립상태를 유지했는데 이 시기(1919~1923)에 병목자유국(Freistaat Flaschenhals)이라는 명칭을 가지고 있었다. 지역 화폐와 우표도 있었으며 다른 나라와 외교관계까지 고려했다. 라인가우 지역은 와인으로 유명하며. 지금은 이 시기의 역사를 관광자원으로 활용하고 있다.
2차대전 이후 프로이센 자유주는 영국에 의해 해체되었다. 그 외에 일부 자유주들이 신설된 니더작센주와 노르트라인베스트팔렌주로 통합되었다.
동독은 처음에는 작센 등 5 개 주를 두는 연방제를 채택했다가 1952년부터 중앙집권화를 진행하면서 드레스덴 구, 카를마르크스슈타트 구, 라이프치히 구로 재편하였다. 1990년 독일의 재통일 이후 작센 자유주와 튀링겐 자유주가 부활했다.
오늘날 모든 독일의 주는 기본법 아래 동격이므로 자유주라는 말은 법적 의미가 없다. 하지만 여러 자유주 특히 바이에른 자유주는 자신의 정체성을 강하게 유지하기 위해 명칭을 유지하고 있다. 다른 주들이 개신교가 많지만 바이에른은 천주교가 많고 정당도 전국정당인 독일 기독교민주연합이 아닌 바이에른 기독교사회연합이 강세이다.
한자 동맹이라는 역사적 배경을 가진 함부르크와 브레멘은 '자유'를 따서 자유 한자도시 함부르크와 자유 한자도시 브레멘이라 칭한다.

## 목록
자유주
튀링겐주

## 같이 보기
- 프리타운
- 옛 나라 목록